# John Joseph Snyder

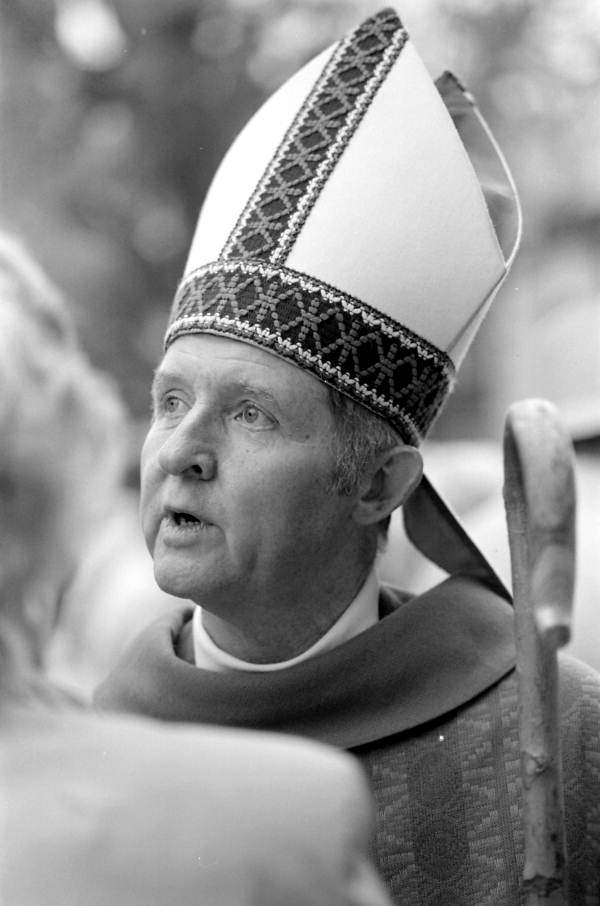
John Joseph Snyder (1983)

John Joseph Snyder (* 25. Oktober 1925 in New York City; † 27. September 2019) war ein US-amerikanischer Geistlicher und römisch-katholischer Bischof von Saint Augustine.

## Leben
John Joseph Snyder studierte Philosophie und Theologie am Cathedral College in Brooklyn und Immaculate Conception Seminary in Huntington, New York. Am 9. Juni 1951 empfing er die Priesterweihe durch Thomas Edmund Molloy, Erzbischof von Brooklyn. Nach seelsorgerischer Tätigkeit in Flushing, New York, war er von 1957 bis 1968 persönlicher Assistent von Bischof Bryan Joseph McEntegart, und von 1968 bis 1972 Sekretär von Bischof Francis J. Mugavero.
Papst Paul VI. ernannte ihn am 13. Dezember 1972 zum Weihbischof in Brooklyn und Titularbischof von Forum Popilii. Der Bischof von Brooklyn Francis J. Mugavero spendete ihm am 2. Februar des nächsten Jahres die Bischofsweihe; Mitkonsekratoren waren John Joseph Boardman,  Weihbischof in Brooklyn, und Paul Leonard Hagarty OSB, Bischof von Nassau. 
Am 2. Oktober 1979 wurde er zum Bischof von Saint Augustine ernannt und am 5. Dezember desselben Jahres ins Amt eingeführt. Am 12. Dezember 2000 nahm Papst Johannes Paul II. seinen altersbedingten Rücktritt an.
John Joseph Snyder engagierte sich für zahlreiche soziale Projekte und die Christen im Heiligen Land. 1994 wurde er von Kardinal-Großmeister Giuseppe Kardinal Caprio zum Großoffizier des Päpstlichen Ritterordens vom Heiligen Grab zu Jerusalem ernannt und am 15. Oktober 1994 in Atlanta durch Großprior Francis B. Schulte in die Statthalterei USA Southeastern investiert.